# Paulo Henrique Goes da Silva
Paulo Henrique Goes da Silva, meglio noto come Paulinho (Fortaleza, 24 settembre 1980), è un giocatore di calcio a 5 brasiliano.

## Palmarès
- Campionato di Serie A2: 1
Cogianco: 2011-12 (girone B)
- Coppa Italia di Serie A2: 1
Cogianco:  2011-12
- Campionato di Serie B: 2
Cogianco: 2009-10 (girone E)
Italpol: 2018-19 (girone E)
- Coppa Italia di Serie B: 1
Cogianco: 2009-10